# Samra
Samra (* 15. Januar 1995 in Berlin; bürgerlich Hussein Akkouche) ist ein deutscher Rapper und Unternehmer, dessen Werke größtenteils dem Deutschrap zuzuordnen sind. Er besitzt das Label Cataleya Edition, dessen Verlag seit 2022 über iGroove abgewickelt wird.

## Leben und Karriere

### Frühe Jugend
Die Eltern von Samra stammen aus dem Süden des Libanon. Er selbst wurde in Berlin geboren, hat die deutsche Staatsbürgerschaft und wuchs zusammen mit fünf Geschwistern in der Thermometersiedlung in Berlin-Lichterfelde auf.

### Anfänge und frühe Zusammenarbeiten (2009–2016)
Ab 2009 veröffentlichte Samra, damals noch unter dem Künstlernamen Pimp Hussin seine ersten Songs. Es folgten erste Auftritte bei Veranstaltungen wie der Graffitibox Summerjam. Nach weiteren Namensänderungen in Samra45 bzw. Samra, was auf Arabisch so viel wie „Die Dunkle“ bedeutet, schloss sich der Berliner Rapper Alpa Guns Caney Armee an. Nach einem ersten Feature auf dem Album Ehrensache II von Alpa Gun im Jahr 2015 sorgte Samra auf dessen Album Zurück zur Straße zum ersten Mal für Aufmerksamkeit. Kurz darauf äußerte Farid Bang Interesse, Samra bei seinem Label Banger Musik unter Vertrag zu nehmen. 2016 folgte ein Track mit dem YouTuber und Rapper Mert.

### EGJ-Signing, erste Charterfolge und kommerzieller Durchbruch (2017–2019)
2017 unterschrieb Samra einen Vertrag bei Bushidos Label Ersguterjunge. Samra bezeichnete den Vertrag Jahre später als Knebelvertrag, bei dem er selbst nur 20 Prozent der Einnahmen erhalten habe. Am 13. April 2018 erschien seine erste Single Rohdiamant, die Platz 26 der deutschen Charts erreichte. Kurz darauf kam es zur Trennung Bushidos vom Abou-Chaker-Clan und Samra blieb neben Bushido als einziges aktives Signing auf dem Label zurück, bis der Rapper Capital Bra das Label wieder zu einem Trio erweiterte. Bushido und Samra reisten nach Japan und drehten dort das Video zum Song Hades, der ersten Single aus Bushidos nächstem Album Mythos. Die Single erreichte am 22. Juni 2018 Platz 8 der deutschen Singlecharts.
Am 5. Juli 2018 erschien der Track Für euch alle zusammen mit Bushido und Capital Bra. Die Single erreichte Platz eins der deutschen und österreichischen Singlecharts. Für Samra und Bushido war es der erste Nummer-eins-Hit in beiden Ländern. Am 9. November 2018 wurde das Lied Cataleya veröffentlicht, welches Platz eins der deutschen Singlecharts erreichte. Samra belegte damit das zweite Mal die Spitzenposition. Am 11. Januar 2019 erschien über den Streamingdienst Amazon Music ein neuer Track namens Instinkte als Exklusivtitel. Kurz darauf wurde dazu ein Musikvideo auf YouTube veröffentlicht, welches den ersten Platz der deutschen Trends erreichen konnte. Der Song stellte Samras letzte Veröffentlichung unter Ersguterjunge dar.

### Signing bei Universal Urban,Berlin lebt 2und Rekorde mit Capital Bra (2019 – 2020)
Am 15. März 2019 veröffentlichte Samra mit Capital Bra die Kollaboration Wir ticken über Capital Bras Label Bra Musik. Das Lied stieg auf Anhieb auf Platz eins der deutschen Singlecharts ein. Anfang April 2019 wurde bekannt, dass Samra sich, wie bereits auch kurz zuvor Capital Bra, von Bushidos Label Ersguterjunge getrennt hat und einen Vertrag bei Universal Urban unterschrieben hat. Der Trennung war bereits im Januar 2019 der Song Fick 31er von Capital und Samra vorausgegangen, für das die beiden Rapper das Instrumental des Tracks Nie wieder ihres ehemaligen Labelchefs benutzten. Mit der Veröffentlichung Harami erreichte Samra im April 2019 das vierte Mal die Spitze der deutschen Singlecharts. Der Song war die erste Auskopplung aus der Travolta-EP, die dem Album CB6 von Capital Bra beilag. Nur einen Monat später stieg auch die Zusammenarbeit Wieder Lila mit Capital Bra auf Platz eins der deutschen Singlecharts ein.
Eine Woche später brachte er die Single Marlboro Rot heraus, welche auf YouTube mehr als 2 Millionen Klicks innerhalb von 2 Tagen erreichte. Für den 13. September 2019 war ursprünglich Samras Debütalbum Marlboro Rot angekündigt worden, welches jedoch im Juni 2019 in Smoking Kill umbenannt wurde und am 28. Februar 2020 erscheinen sollte. Am 4. Oktober 2019 kam ein Kollaboalbum mit Capital Bra heraus, welches den Titel Berlin lebt 2 trug und eine Hommage an Capital Bras Album Berlin lebt (2018) ist. Im Vorfeld wurden daraus bereits die Singles Tilidin, Zombie, Nummer 1, Huracan und 110 veröffentlicht. Mit Letzterem brachen Capital Bra und Samra in Deutschland sowohl den Rekord für den meistgestreamten Song innerhalb eines Tages als auch den für den am häufigsten gestreamten Titel in einer Woche mit rund 15 Millionen Aufrufen.
Trotz des großen Erfolges von Berlin lebt 2 verschwand Samra durch die Deaktivierung seines Instagram-Kontos am 4. Oktober 2019. Am 5. Dezember 2019 meldete Samra sich zurück und veröffentlichte am 6. Dezember die Single Colt.

### Veröffentlichung vonJibrail & Iblis, Rohdiamantund Trennung von Capital Bra (2020–2021)
Am 16. April 2020 erschien mit Jibrail & Iblis das erste Soloalbum von Samra. Es erreichte die Spitzenposition der Albumcharts in Deutschland, der Schweiz und Österreich. Am 21. Januar 2021 gab Capital Bra in einem auf Instagram veröffentlichten Video unter dem Titel Die Augen lügen nie Chico die Trennung von Samra bekannt. In einem Interview mit dem YouTuber Leeroy Matata im November 2022 äußerte Samra, dass der Track samt dem dazugehörigen Video nicht in die Öffentlichkeit gehört hätte. Mittlerweile hätten er und Capital Bra sich allerdings ausgesprochen und vertragen.

### Gründung von Cataleya Edition und erste Signings (2021 – heute)
Anfang 2021 wurde bekannt, dass Samra mit Cataleya Edition sein eigenes Label gegründet hat, für den iGroove als Vertrieb fungiert. Mit Ano im Januar 2021 sowie Bojan im August 2021 konnte Samra die ersten beiden Signings verzeichnen. Am 13. Mai 2022 wurde ein gemeinsamer Sampler der drei Rapper mit dem Titel Cataleya Ed1tion veröffentlicht. 
Am 25. Februar 2025 erschien seine Autobiografie 1995 Lichterfelde, die Platz 1 der Spiegel-Bestsellerliste Sachbuch (Paperback) erreichte. Aus diesem Anlass gab er im Einkaufszentrum Gropius Passagen in Berlin-Neukölln ein Gratiskonzert, bei dem jedoch 3000 Fans statt der erwarteten 700 kamen. In dem darauf folgenden Gedränge wurden nach Polizeiangaben 18 Menschen verletzt, nachdem ein Besucher Pfefferspray verwendet haben soll.
Am 11. Juli 2025 erschien sein drittes Soloalbum Kareem, benannt nach seinem am 16. März 2024 geborenem Sohn. Das Album hat eine Lauflänge von einer anderthalben Stunde mit insgesamt 27 Tracks. Es erreichte Platz 2 der deutschen Charts.

## Unternehmerische Tätigkeiten
In seinem Heimatort Berlin-Lichterfelde besitzt Samra einen Friseursalon namens Cutaleya. 2022 brachte Samra mit Undercover Vapes eine Reihe von eigenen E-Zigaretten auf den Markt. Im Frühjahr 2023 eröffnete er mit Cataleya Ink außerdem sein erstes Tattoostudio in Berlin.

## Musikstil
Der Stil von Samra lässt sich insbesondere dem Straßenrap zuordnen. Seine Texte trägt Samra dabei mit einer „markant brachialen Stimme und der inbrünstigen, kantigen Delivery“ vor. „Wenn [Samra] einsetzt, schlägt er ein wie ein Dämon, hungrig, zähnefletschend, ein Flow und Stimmeinsatz, der durch Mark und Bein geht“, schreibt Yannik Gölz von laut.de. Der ZEIT-Journalist Lars Weisbrod bezeichnet den Song Huracan von Samra und Capital Bra wegen den Zeilen „Zwanzig Darby Huper in 'nem Huracán“ im Feuilleton-Podcast Die sogenannte Gegenwart als „wichtig für den deutschen Rap“. 2019, 2020 und 2021 war Samra in Deutschland der zweit-, dritt-, bzw. fünft-meistgestreamte Künstler auf der Plattform Spotify. 

## Kontroversen
Im Juni 2021 beschuldigte eine Frau Samra öffentlich und unter großem Medienecho, sie ein Jahr zuvor vergewaltigt zu haben. Samra bestritt die Anschuldigungen vehement, er werde „den Sachverhalt von der Staatsanwaltschaft klären lassen“, da diejenige, die ihn beschuldige, die Sache nicht zur Anzeige bringen wolle. Das Label Universal Music setzte die Zusammenarbeit bis zur Aufklärung der Anschuldigungen aus, Samra entfernte sich daraufhin vom Label und beendete die Zusammenarbeit seinerseits endgültig. Samras zuvor beworbener Gin Asmarani, welcher wenige Tage später erscheinen sollte, wurde vom Kooperationspartner Berentzen aufgrund der Vergewaltigungsvorwürfe annulliert. Im Juli 2021 erwirkte Samra vor dem Landgericht Köln eine einstweilige Verfügung gegen seine Anschuldigerin, die es der Frau untersagt, weiterhin öffentlich zu behaupten, Samra habe sie sexuell missbraucht. Das Strafverfahren gegen Samra endete mit einem Freispruch.
Im November 2022 sprach Samra im Interview mit Leeroy Matata über seine jahrelange Drogensucht und die negativen Auswirkungen des Konsums. Seit Oktober 2021 konsumiere er keinerlei Drogen mehr.

## Privates
Samra ist verheiratet. Er ist Muslim. Nach eigenen Angaben ist er Fan des 1. FC Magdeburg. 2024 wurde er Vater eines Kindes.

## Diskografie
Studioalben

| Jahr | Titel Musiklabel                    | Höchstplatzierung, Gesamtwochen, AuszeichnungChartplatzierungen (Jahr, Titel, Musiklabel, Platzierungen, Wochen, Auszeichnungen, Anmerkungen) | Höchstplatzierung, Gesamtwochen, AuszeichnungChartplatzierungen (Jahr, Titel, Musiklabel, Platzierungen, Wochen, Auszeichnungen, Anmerkungen) | Höchstplatzierung, Gesamtwochen, AuszeichnungChartplatzierungen (Jahr, Titel, Musiklabel, Platzierungen, Wochen, Auszeichnungen, Anmerkungen) | Anmerkungen                          |
| Jahr | Titel Musiklabel                    | DE | AT | CH | Anmerkungen                          |
| ---- | ----------------------------------- | --- | --- | --- | ------------------------------------ |
| 2020 | Jibrail & Iblis Urban Records (UMG) | DE1 (22 Wo.)DE | AT1 (16 Wo.)AT | CH1 (22 Wo.)CH | Erstveröffentlichung: 16. April 2020 |
| 2021 | Rohdiamant Urban Records (UMG)      | DE3 (6 Wo.)DE | AT1 (3 Wo.)AT | CH2 (6 Wo.)CH | Erstveröffentlichung: 23. April 2021 |
| 2025 | Kareem Urban Records (UMG)          | DE2 (2 Wo.)DE | AT69 (1 Wo.)AT | CH8 (2 Wo.)CH | Erstveröffentlichung: 11. Juli 2025  |

## Auszeichnungen und Nominierungen

### Erhaltene Auszeichnungen
Hiphop.de Awards
- 2018: „Bester Newcomer National“[37]
- 2019: „Bestes Duo National“ (mit Capital Bra)[38]

Hype Awards
- 2019: „Hype Newcomer“[39]

### Nominierungen
1 Live Krone
- 2019: „Beste Single“ (für 110 mit Capital Bra und Lea)[40]
- 2019: „Bester Hip-Hop Act“ (mit Capital Bra)[40]

Swiss Music Awards
- 2020: „Beste Gruppe International“ (mit Capital Bra)[41]
- 2021: „Bester Breaking-Act International“[41]

## Werke
- 1995 Lichterfelde. Riva, München 2025, ISBN 978-3-7423-2832-8.